# Horace Newton Allen

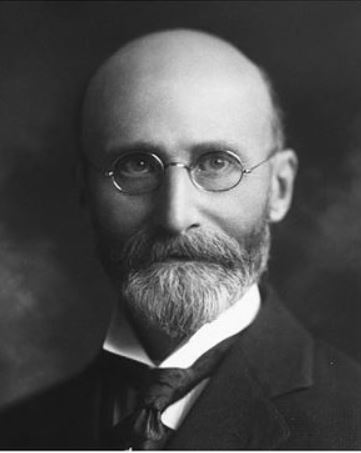
Horace Newton Allen

Horace Newton Allen (* 23. April 1858 in Delaware, Ohio; † 11. Dezember 1932 in Toledo, Ohio) war ein US-amerikanischer Arzt, presbyterianischer Missionar, Diplomat in Korea und Schriftsteller.

## Leben
Seine Eltern kamen von Neuengland und Allen wuchs in Delaware in Ohio auf und studierte an der dortigen Ohio Wesleyan University, wo er 1881 einen Bachelor in Naturwissenschaften erhielt. Am Miami Medical College in Oxford studierte Medizin bis 1883. Zusammen mit seiner Frau reiste Allen darauf im Auftrag des Board for Foreign Missions, einer presbyterianischen Missionsgesellschaft, nach China, um dort als Arzt und Missionar zu wirken. Sie kamen am 11. Oktober 1883 in Schanghai an, und reisten weiter nach Nanjing, wo sie zuerst arbeiten wollten. Doch die Allens baten bald um Versetzung, da dem Ehepaar China nicht zusagte, und so wurden sie 1884 ins benachbarte Korea versetzt, wo sie am 15. September ankamen. Allen gründete dort ein Krankenhaus, praktizierte als Arzt und unterrichtete westliche Medizin. Auf Empfehlung des deutschen Diplomaten Paul Georg von Möllendorff wurde ein Neffe von König Gojong, Young Il Min, von Allen seit dem 21. März 1885 behandelt und konnte genesen. Allen wurde daraufhin am 27. März zum Leibarzt des Königs und seiner Familie berufen. Seine Nähe zum König ermöglichte es anderen Missionaren, nach Korea einzureisen und dort aktiv zu werden.
Im Jahr 1887 wurde Allen vom König berufen, die erste koreanische Gesandtschaft als Berater und Sekretär nach Washington, D.C. zu begleiten. 1889 sollte er noch einmal im Auftrag der Mission eine medizinische Arbeit in Pusan beginnen, doch er ging dafür nach Chemulpo. Im Jahr 1890 wurde er Sekretär der US-amerikanischen Gesandtschaft in Seoul, später stellvertretender Konsul und schließlich 1901 Konsul der Vereinigten Staaten in Korea. In seiner Zeit als Sekretär und Konsul konnte er die südkoreanischen Verantwortlichen für das Interesse an Naturwissenschaft, Technologie, einer modernen Wirtschaft und Investitionen in den Bergbau durch Kapitalgeber aus den USA gewinnen.
Im Jahr 1903 reiste er nach Washington, D.C., um am 30. September mit Präsident Theodore Roosevelt persönlich zu sprechen wegen dessen umstrittener Asienpolitik, in der er das imperialistische Japan gegen Russland unterstützte. 1905 trat er als Konsul ab, er wurde durch Edwin V. Morgan ersetzt und ging zurück in die USA. Grund war die damalige US-Außenpolitik, die das Streben Japans um die Vorherrschaft in Korea tolerierte, jedoch von Allen als gefährlich für die koreanische Souveränität angesehen und nicht akzeptiert wurde.
Nach seinem Rücktritt arbeitete er erneut als Arzt in Toledo. Durch Vorträge und Schriften machte er weiterhin die unbekannte Welt Koreas in den USA bekannt. Bereits sein Werk Korean Tales von 1889 war eines der ersten Bücher über Korea in den USA, A Chronological Index war ein Geschichtswerk mit vielen Daten, das 1901 erschienen war, und in Things Korean erzählte er aus dem Leben und den Begebenheiten mit den Koreanern. Seine unpublizierten Manuskripte hatte er 1924 der Stadtbibliothek von New York City übergeben. Seine Rapporte und seine Korrespondenz aus Korea befinden sich im Archiv des Board for Foreign Missions of the Presbyterian Church in the U.S.A., Presbyterian Historical Society in Philadelphia.
Zum 25-jährigen Bestehen der Mission in Korea sandte Allen im September 1909 von den U.S. Northern Presbytery eine Grussadresse nach Korea.
1930 wurden ihm aus gesundheitlichen Gründen beide Beinen amputiert. Er verstarb am 11. Dezember 1932 in Toledo, Ohio.

## Familie
Kurz nach seinem medizinischen Examen heiratete er 1883 Frances, genannt Fannie, Messenger.

## Schriften (Auswahl)
- Our first letter from Korea, Foreign Missionary 43, N° 7, Dezember 1884.
- Medical Work in Korea, Foreign Missionary 44, N° 2, Juli 1885.
- Only a Square Inch of Royality, Foreign Missionary 44, N° 4, September 1885.
- Korean Tales: Being a Collection of Stories translated from the Korean Folk Lore, G.P. Putnam's Sons, New York 1889; Independently, 2017, ISBN 978-1-54984-050-0.
- A Chronological Index of the Foreign Relations of Korea from the Beginning of the Christian Era to the Twentieth Century, Press of Methodist Publication House, Seoul 1901.
- Supplement to a Chronological Index Including the Years 1901 and 1902, Press of Methodist Publication House, Seoul 1903.
- Korea: Fact and Fancy, Press of Methodist Publication House, Seoul 1904.
- Things Korean: A Collection of Sketches and Anecdotes, Missionary and Diplomatic, F. H. Revell Co., New York 1908.